# Michael Doucet
Michael Louis Doucet, connu sous le nom de Michael Doucet, né le 14 février 1951 à Scott, dans la paroisse de Lafayette, en Louisiane, est un violoniste, un chanteur, un folkloriste et un musicologue américain spécialisé dans la musique cadienne et le zydeco. Il est l'un des fondateurs et l'homme phare du groupe BeauSoleil avec lequel il se produit depuis 1975. Michael Doucet est considéré, par les Américains, comme l'un des représentants musicaux de la « french culture ».

## Biographie

### Enfance, études et formation
Le premier instrument dont Michael Doucet joua fut un banjo. Puis il apprit à jouer de la trompette avec sa tante Jessie Greig qui était l'accordéoniste de l'orchestre de son époux, le Harry Greig Orchestra. Cet orchestre fut celui avec lequel le saxophoniste Dickie Landry, se produisit, pour la première fois sur scène, à l'âge de 13 ans. T-Will Knight, l'oncle de Michael Doucet, était un violoneux d'orchestre de bal et il lui apprit, vers l'âge de 14 ans, à jouer trois morceaux : Allons à Lafayette, Jole Blon et St. Louis Blues. Michael Doucet n'a pas possédé de violon dans sa jeunesse et n'en a commencé la pratique qu'à vingt ans passés. Il jouait, dans son adolescence, sur le violon de son oncle, ou ceux d'autres musiciens de rencontre, les trois seules mélodies qu'il connaissait, et n'a pas même voulu conserver ce violon pour lui-même quand il l'eut fait réparer : le violon de T-Will Knight a été déposé au Musée d'État de Louisiane - Baton Rouge.
En 1969, Michael Doucet qui avait réussi son baccalauréat, s'inscrivit à l'université d'État de Louisiane et prit conscience de son ignorance et celle des enseignants en matière de culture cadienne. Il assistait, pour la première fois, au cours de folklore anglo-saxon, que dispensait George Foss, lorsqu'il lui demanda pourquoi il ne parlait pas de musique cadienne. [réf. nécessaire]. Sachant d'expérience que ce n'était pas vrai, Michael Doucet entreprit des recherches à la bibliothèque de l'université. Il y découvrit les enregistrements qu'Harry Auster avait réalisés, avec des musiciens cadiens, dans les années 1950, et une thèse d'Irène Whitfield qui avait été publiée en 1939 qui démontrait que le folklore cadien conservait des chansons françaises et acadiennes qui avaient survécu à l'oubli et au temps. L'une de ses grand-tantes, qui avait exercé la profession d'enseignante et qui était une amie d'Irène Whitfield, fit les présentations, et la musicologue lui fit cadeau du premier microsillon 78 tours de sa collection : un disque d'Amédé Ardoin et de Dennis McGee.
Il remit un compte-rendu à George Foss, qui éveilla sa curiosité et ils devinrent bon amis. Tous deux n'avaient, à cette époque qu'une idée approximative de la musique cadienne. Les musiciens cadiens avaient adopté, au milieu du XIXe siècle, au contact des colons allemands du Texas, l'accordéon diatonique, et les musiciens des années 1920, comme Joseph Falcon et Cleoma Breaux, Amédé Ardoin et Adam Fontenot avaient considérablement étendu le répertoire, introduit la syncopation dans le jeu de l'accordéon, et les clichés du blues dans la musique cadienne. Les éditeurs de disques du début des années 1930, commercialisèrent cette musique à laquelle John Lomax et ses informateurs ne s'étaient pas beaucoup intéressés parce que sa conservation ne semblait pas menacée.

### Carrière musicale et universitaire
Le premier groupe auquel Michael Doucet participa fut créé avec son cousin et ami Zachary Richard vers 1963. Influencés par l'écoute des disques de Tennessee Ernie Ford, d'Elvis Presley, et de Bob Dylan, ils jouaient alors surtout du folk rock.
En 1973, Michael Doucet et Zachary Richard furent engagés pour jouer au festival de Vierzon.
La première session d'enregistrement à laquelle Michael Doucet se souvient d'avoir participé eu lieu en France en 1976.
En 1975, il est lauréat d'une bourse d'études du National Endowment for the Arts (NEA) pour étudier la musique cadienne de Varise Conner, Hector Duhon, Canray Fontenot, Lionel LeLeux, et Dennis McGee. À partir de 1977, il commence, en tant qu'assistant professeur, à donner des cours à l'Université de Louisiane à Lafayette.
Il ajoute à la musique cadienne différentes autres influences et crée en 1975 le groupe BeauSoleil avec son frère et d'autres musiciens après avoir joué dans le groupe Coteau. Il se produit également régulièrement avec Marc Savoy.

### Entourage familial
Michael Doucet est le frère du guitariste David Doucet et un cousin issu de germains de Zachary Richard. Il a épousé Sharon Arms. Sharon Arms Doucet est une écrivaine reconnue qui a publié de nombreux livres sur différents aspects de la culture française. Elle est aussi une pianiste et une chanteuse qui a enregistré avec Michael Doucet et sa fille Melissa Doucet Maher, en 1992, un disque de musique cadienne pour enfants.
La famille de Sharon Arms Doucet et de Michael Doucet se compose d'une fille, Mélissa Maher, que Sharon avait eu d'un premier mariage, et de deux garçons, Matthew Jacques Doucet et Ezra Amédé Doucet. L'un est le fils de Sharon Arms, et l'autre son beau-fils.
Mélissa Maher, présentée parfois comme Mélissa « Doucet » Maher, est violoniste. Elle a participé, avec Sharon Arms Doucet et Michael Doucet, en 1992, à l'enregistrement de l'album Le Hoogie Boogie: Louisiana French Music for Children.
Matthew Jacques Doucet joue du violon, de l'accordéon et de la guitare. Il se produit parfois avec BeauSoleil, mais aussi avec Joel Savoy et Wilson Savoy et avec le groupe Lost Bayou Ramblers. Il a résidé quelques années dans le Maine où il avait fondé, avec Robert Sylvain, qui travaille maintenant avec le groupe Boréal Tordu, un orchestre de musique cadienne nommé Coulé Douce.
Ezra Amédé Doucet joue du Violon, du Piano et de la Contrebasse.

## Discographie
Pour les albums ou les participations réalisées dans le cadre de BeauSoleil, voir la discographie du groupe.

## Prix et distinctions
En 2005, la National Endowment for the Arts a honoré Michael Doucet de la National Heritage Fellowship, une distinction concédée à vie, créée en 1982 et qui est destinée aux personnalités actives dans le domaine des arts et des traditions populaires qui résident de manière permanente aux États-Unis.